# Samre
Les Samre sont une population du Cambodge vivant au nord de la ville de Siemreap. Ils étaient 200 en 2000.
La langue samre est une langue péarique appartenant au rameau môn-khmer oriental de la branche môn-khmer des langues austroasiatiques. On comptait 50 locuteurs en 2000.